# Zelený sionismus
Zelený sionismus je odnož sionismu, která na první místo důležitosti klade ochranu přírody Izraele a jeho udržitelný rozvoj, přičemž tyto hodnoty kombinuje s židovskými tradicemi a etnicko-náboženským nacionalismem. 